# Jean-Guillaume Van Leempoel
Jean-Guillaume Van Leempoel, né à Rotterdam le 23 décembre 1751 et mort à Wiesbaden le 27 février 1796, est un médecin, professeur et recteur de l'ancienne université de Louvain.

## Biographie
Jean-Guillaume Van Leempoel est le fils de Jean-François Van Leempoel (Gouda 1696 - Rotterdam (ou Anvers?) 1777), médecin pionnier de l'inoculation dans les Provinces-Unies, qui avait épousé en premières noces Marie-Louise Van Montfort et en secondes noces Clara van den Bergh (en 1749). Celle-ci lui donna deux enfants, Guillaume Walric et donc Jean-Guillaume, qui furent baptisés dans le culte catholique et qui furent inoculés avec leur gouvernante en 1756 pour donner le bon exemple.
Jean-Guillaume Van Leempoel après avoir obtenu son diplôme de licencié en médecine à l'université de Leyde en 1773, se fit ensuite délivrer le même diplôme à Louvain puis fut nommé professeur la même année 1773. il obtint ensuite à Louvain en 1783 son grade de docteur en médecine.
Jean-Guillaume Van Leempoel fut nommé en 1784 sur instance du gouvernement des Pays-Bas recteur de l'université. Contrairement à la coutume qui voulait que le rectorat soit d'un an, il fut reconduit dans sa charge en 1785. Il eut comme successeur Charles Lambrechts favorable comme lui au joséphisme et aux Lumières.
Van Leempoel, fidèle à l'empereur et au joséphisme fut encore nommé recteur en 1788 et il fut chargé par le gouvernement autrichien de mettre en application la décision de transfert des facultés de philosophie, droit et médecine à Bruxelles.
Lors de la révolution brabançonne, il prit le parti du gouvernement et fut chassé de ses fonctions et traité d'incroyant et de libertin. Il s'enfuit en décembre 1794 en Allemagne lors de la seconde occupation française de la Belgique et mourut à Wiesbaden sans être retourné à Louvain.
Jean-Guillaume Van Leempoel, comme d'autres de ses collègues professeurs à l'université de Louvain, était franc-maçon, membre de loge "La Constance" ou "la Constance de l’Union" à Bruxelles.

## Manuscrit
Le cabinet des manuscrits de la Bibliothèque royale de Belgique à Bruxelles, conserve un cours des professeurs Verlat et Van Leempoel intitulé : Tractatus de Corporibus Naturalibus : ms. III 1561 (acquis en 1976, don privé au cabinet des manuscrits par A.V.D.).

## Sources
- (nl) Cet article est partiellement ou en totalité issu de l’article de Wikipédia en néerlandais intitulé « Jan Willem van Leempoel » (voir la liste des auteurs).